# Ulises Saravia
Ulises Saravia (Mar del Plata, 27 de octubre de 2005), es un nadador argentino.
Tiene dos récords argentinos absolutos, en los 50 m espalda con 24,87 segundos y en los 100 m espalda con 53,26 segundos.

## Carrera deportiva
Saravia comenzó a nadar cuando tenía 5 años y a los 11 comenzó a entrenar en el club Once Unidos de Mar del Plata. En noviembre del 2023 se mudó a España para entrenar en el club Nados de Barcelona.
En el año 2023 compitió en los Juegos Panamericanos de 2023 en los eventos de 100 m espalda y 4x100 m combinado mixto, obteniendo la medalla de plata en los 100 m espalda y en las semifinales logró su mejor tiempo marcando 53,95 segundos.
También participó del Campeonato Mundial Junior de Natación de 2023 y obtuvo la medalla de bronce en los 50 m espalda. En las semifinales nadó los 50 m espalda en 24,95 segundos, estableciendo un nuevo récord argentino absoluto que previamente era de Federico Grabich con 25,16 segundos.
En julio de 2024 World Aquatics invitó a Saravia para competir en los Juegos Olímpicos de París 2024, en la disciplina de natación por los 100 m espalda. Tuvo su debut olímpico a los 18 años, nadó los 100 m espalda en 55.03 segundos quedando en la posición 35.